# كسينيا سيتنيك
كسينيا ميخالوفنا سيتنيك (بالروسية: Ситник, Ксения Михайловна)‏ (بالبيلاروسية: Ксенія Міхайлаўна Сітнік) (مواليد 15 مايو 1995 في روسيا البيضاء)، هي مغنية ومغنية بيلاروسية بدأت مسيرتها الفنية عام 2005. مثلت بلدها روسيا البيضاء في مسابقة الأغنية الأوروبية للأطفال سنة 2005، وحصلت على المركز الأول عن أغنيتها My vmeste.

## روابط خارجية
- كسينيا سيتنيك على موقع IMDb (الإنجليزية)
- كسينيا سيتنيك على موقع ميوزك برينز (الإنجليزية)